# Блессин, Александер
Александер Маттиас Блессин (нем. Alexander Matthias Blessin; род. 28 мая 1973, Бад-Канштатт) — немецкий футболист и футбольный тренер. Главный тренер клуба «Санкт-Паули».

## Карьера игрока
Начал карьеру на позиции нападающего в любительских клубах Штутгарта и близлежащих городов. В 1997 году подписал контракт со второй командой «Штутгарта». Благодаря хорошим выступлениям и победе в Оберлиге «Баден-Вюртемберг» был приглашён в главную команду «Штутгарта», за которую провёл семь матчей в Бундеслиге и один матч Кубка УЕФА.
После этого провёл два сезона за «Штутгартер Киккерс» во Второй Бундеслиге, в которых забил 6 голов в 45 матчах. В 2001 году перешёл в турецкий клуб «Антальяспор», за который провёл всего один матч.
С 2002 по 2010 годы выступал за различные клубы низших дивизионов Германии, преимущественно в Региональной лиге «Юг». В сезоне 2008/09 вновь сыграл на профессиональном уровне, проведя половину сезона за «Ян» в новосозданной Третьей лиге. Последним клубом в игровой карьере стал «Бонланден», с которым Блессин вышел в Оберлигу «Баден-Вюртемберг» в 2011 году, но уже через год вылетел.

## Тренерская карьера

### «РБ Лейпциг»
Начал тренерскую карьеру в системе клуба «РБ Лейпциг», где с 2012 по 2018 годы тренировал юношей до 17 лет. Сначала Блессин был ассистентом тренера, но уже вскоре стал главным тренером юниорской команды. В 2018—2020 годах возглавлял молодёжную команду до 19 лет.

### «Остенде»
7 июня 2020 года был назначен новым главным тренером команды бельгийской Про-лиги «Остенде». В предыдущем сезоне команда едва избежала вылета, занимая предпоследнее место с отрывом в 2 очка на момент остановки сезона. Приход Блессина преобразил команду, и по ходу большей части сезона 2020/21 она шла не ниже четвёртого места, дающего место в плей-офф для борьбы за чемпионство. В конце регулярного сезона клуб занял пятое место, позволяющее принять участие в плей-офф за место в Лиге конференций, где «Остенде» занял лишь третье место и остался без еврокубков на следующий сезон. Блессин был назван тренером года в бельгийском чемпионате.
В начале сентября 2021 года Блессин продлил контракт с «Остенде» до конца сезона 2023/24.

### «Дженоа»
В январе 2022 года подписал контракт с итальянским «Дженоа». По итогам сезона не смог предотвратить вылет команды в Серию B. В сезоне 2022/23 на фоне разногласий с футболистами был уволен ещё до наступления зимней паузы в чемпионате.

### «Юнион»
Летом 2023 года возглавил бельгийский клуб «Юнион», подписав контракт на 2 года. Клуб провёл успешный регулярный сезон, заняв в нём первое место. В чемпионском плей-офф клуб уступил лидерство и финишировал вторым, получив право участия в квалификации Лиги чемпионов. В мае 2024 года Блессин выиграл свой первый тренерский трофей, одержав победу в Кубке Бельгии.

### «Санкт-Паули»
Перед сезоном 2024/25 стал новым главным тренером «Санкт-Паули», недавно вышедшего в Бундеслигу.

## Достижения

### В качестве игрока
«Бонланден»
- Обладатель Кубка Вюртемберга: 1996
- Выход в Оберлигу «Баден-Вюртемберг»: 2010/11

«Штутгарт II»
- Чемпион Оберлиги «Баден-Вюртемберг»: 1997/98

«Ваккер» (Бургхаузен)
- Чемпион Региональной лиги «Юг»: 2001/02

### В качестве тренера
«Юнион»
- Обладатель Кубка Бельгии: 2023/24

Личные
- Лучший тренер сезона в Бельгийской Про-лиге: 2020/21

## Тренерская статистика
| Остенде     | 7 июня 2020    | 19 января 2022 | 65  | 26 | 11 | 28 | 040,00 |
| Дженоа      | 19 января 2022 | 6 декабря 2022 | 33  | 11 | 12 | 10 | 033,33 |
| Юнион       | 3 июля 2023    | 27 июня 2024   | 58  | 36 | 12 | 10 | 062,07 |
| Санкт-Паули | 1 июля 2024    | н. в.          | 37  | 9  | 9  | 19 | 024,32 |
| Всего       | Всего          | Всего          | 185 | 70 | 47 | 68 | 037,84 |